# 魏尔海姆
魏尔海姆是德国巴登-符腾堡州的一个市镇。总面积35.64平方公里，总人口3036人，其中男性1519人，女性1517人（2011年12月31日），人口密度85人/平方公里。

## 華語譯名
音譯為「魏爾海姆」。